# Campeonato Nacional de Cuba 1969
El Campeonato Nacional de Cuba 1969 fue la 56 edición del Campeonato Nacional de Fútbol de Cuba. Comenzó el 9 de noviembre y finalizó el 14 de diciembre.

## Formato
Los seis participantes disputan el campeonato bajo un sistema de liga, es decir, todos contra todos a visita recíproca; con un criterio de puntuación que otorga:
- 2 puntos por victoria
- 1 punto por empate
- 0 puntos por derrota.

El campeón sería el club que al finalizar el torneo haya obtenido la mayor cantidad de puntos, y por ende se ubique en el primer lugar de la clasificación.

## Resultados

### Clasificación
| Pos. | Equipo        | Pts. | PJ | G | E | P | GF | GC | Dif. |  |
| ---- | ------------- | ---- | -- | - | - | - | -- | -- | ---- |  |
| 1    | Granjeros (C) | 17   | 10 | 8 | 1 | 1 | 24 | 6  | +18  |  |
| 2    | La Habana     | 13   | 10 | 5 | 3 | 2 | 17 | 9  | +8   |  |
| 3    | Orientales    | 10   | 9  | 4 | 2 | 3 | 13 | 10 | +3   |  |
| 4    | Occidentales  | 9    | 10 | 3 | 3 | 4 | 12 | 14 | −2   |  |
| 5    | Azucareros    | 5    | 9  | 2 | 1 | 6 | 7  | 18 | −11  |  |
| 6    | Centrales     | 4    | 10 | 2 | 0 | 8 | 7  | 23 | −16  |  |

 Fuente: RSSSF
|                              |
| Bandera de Cuba              |
| Campeón Granjeros 2.º título |